# ルンガ沖夜戦
ルンガ沖夜戦（ルンガおきやせん）は、1942年11月30日夜にガダルカナル島ルンガ岬の沖にて日本海軍とアメリカ海軍の間で行われた海戦である。連合軍側の名称は「タサファロンガ沖海戦 (Battle of Tassafaronga)」。
ガダルカナル島に物資を送るべく派遣された日本海軍の水雷戦隊にアメリカ軍の艦隊が奇襲をかけたが、日本側の反撃により大損害を被った。一方で日本側も輸送作戦に失敗し、ガタルカナル島撤退に繋がった。

## 背景
1942年（昭和17年）6月上旬のミッドウェー海戦で主力空母4隻（赤城、加賀、蒼龍、飛龍）を一挙に失い、FS作戦は延期となった。代わりにソロモン諸島、ニューギニア諸島に航空基地を建造しオーストラリアを孤立化させるSN作戦を発動し、ガダルカナル島に飛行場を建設する計画を立てた。
8月7日、対するアメリカ軍はウォッチタワー作戦を発動、ガダルカナル島とツラギ島を占領したが、これに対し第一次ソロモン海戦が生起し日本軍は勝利した。しかし海軍陸戦隊を乗せた輸送船団が撃退された為、日本軍もガダルカナル・ツラギ早期奪回は頓挫する。
また、第一次ソロモン海戦後に師団のような大規模な兵力を投入するなどの積極的な行動をせず、ガダルカナル島からアメリカ海兵隊を撃退する絶好のチャンスを逃した。逆に海兵隊は遺棄された日本軍の器材を利用して、ヘンダーソン飛行場基地を完成させた。
8月24日の第二次ソロモン海戦は、空母龍驤の航空隊がガダルカナル島の飛行場を攻撃してアメリカ軍機動部隊の注意をひきつけ、その間に第三艦隊主力（翔鶴、瑞鶴）がアメリカ軍機動部隊を撃破するという囮作戦であった。
しかし、逆に龍驤が撃沈され分遣隊は撤退する。このため、第7師団一木支隊の増援部隊を護衛していた第二水雷戦隊（旗艦神通 司令官田中頼三少将）はガダルカナル島およびB-17からの航空攻撃を受け、神通が中破、駆逐艦睦月、輸送船金龍丸が撃沈され、同部隊はガダルカナル島行きを断念した。神通は駆逐艦涼風に護衛されてトラック泊地へ向かい、翌年1月まで戦線離脱を余儀なくされた。
11月12日に生起した第三次ソロモン海戦では、第二水雷戦隊（旗艦早潮 司令官田中頼三少将）は第38師団主力、3万人・20日分の糧秣と火器・弾薬等を積んだ陸軍輸送船11隻からなる第二次輸送船団を護衛中、11月14日に米軍機の波状攻撃を受けて輸送船6隻が沈没、1隻が損傷し第20駆逐隊（天霧、望月）に護衛されて後退し、健在輸送船は4隻だけになった。司令官田中少将は残存する駆逐艦8隻（早潮、親潮、黒潮、陽炎、巻波、長波、高波、涼風）と残る輸送船4隻を率いてガ島へ向かった。 
11月15日の第二夜戦において、田中少将は残った輸送船4隻（廣川丸、山浦丸、鬼怒川丸、山東丸）をタサファロング泊地に座礁させて揚陸すると決断し、各方面に通知する。連合艦隊、前進部隊（第二艦隊）も田中の判断を承認したが、外南洋部隊指揮官（第八艦隊司令長官三川軍一中将）は10月中旬揚陸作戦の経験から輸送船の擱座揚陸に反対し、一旦退避して翌日に揚陸を行うよう通知した。田中少将は座礁揚陸を敢行し輸送船4隻を擱座させる。第二水雷戦隊は午前2時30分で護衛を打ち切って北方へ退避。海岸に擱座した輸送船4隻は揚陸作業を続けたが、兵員2,000名と弾薬360箱（軽火砲、山砲）、ほぼ4日分の麦・米1,500俵の揚陸を終えたところで、午前6時以降の空襲と米艦隊の艦砲射撃により全隻炎上した。
かろうじて揚陸した兵器・弾薬食料のほとんども、輸送船から浜辺の集積地に集めるのがやっとの状態で、ヘンダーソン飛行場から出撃してくる米軍機の爆撃や機銃掃射によって荷役組織力が麻痺し、さらに繰り返された執拗な米軍機の攻撃により物資は積み上げられたまま焼失した。これによりガダルカナル島の兵力は数字の上では約2 - 3万名を数えたが、伝染病にかかった者や餓死寸前の者が大半で、通常戦闘が可能な兵員は8,000人程度だった。

## 経緯
第三次ソロモン海戦後、陸海軍は南太平洋方面の現状確認と以後の作戦方針について協議し、11月18日に「南太平洋方面作戦陸海軍中央協定」を結んだ 。
陸海軍共同で航空基地の拡充を図り、ソロモン周辺の防衛とガダルカナル島における拠点確保の為の戦力回復、そして敵の増援を阻止しつつ増援輸送を図るという意図である。
しかし、度重なる輸送船の撃沈により使用可能な輸送船は払底しており 、陸軍は10月22日に陸海軍局部長会議で決定されていた民間船舶20万トンの軍徴用の解傭を一転し 、12月6日には民間からの追加徴用に動く参謀本部作戦部長田中新一中将と当時の国内生産力や国民生活の維持の為に反対した東条英機首相兼陸軍大臣が激論となり、田中中将が辞表を提出する事態にまで発展する 。また、この船舶増傭問題が後にガダルカナル島撤退論に大きな影響を及ぼすことになる。
このような状況下で、日本海軍は同島の陸軍への補給を闇夜に駆逐艦の高速に頼って行うしかなかった。この輸送は、自嘲的に鼠輸送（アメリカ軍側は「Tokyo Express（東京急行）」）と呼ばれた。
11月28日、外南洋部隊指揮官（三川軍一中将）は増援部隊指揮官（田中頼三少将）率いる第二水雷戦隊の駆逐艦8隻で構成される部隊に輸送任務を指示、第一輸送隊はタサファロング、第二輸送隊はセギロウへ向かう事となった。ラバウルで物資を搭載して11月29日夜にショートランドを出撃しガダルカナルへ向かった。
この輸送をいち早く察知したアメリカ海軍は、その阻止のためにカールトン・ライト少将率いる第67任務部隊（ライト部隊）をガダルカナル島沖に派遣する。
この輸送作戦では、短時間で確実に食料を日本軍陸上部隊に供給するために、洗浄したドラム缶に糧食を半分だけ詰めて密封し、ロープで5～10本ずつ数珠つなぎにしてガダルカナル沿岸で海上に投入。ロープの端を海岸の日本軍陸上部隊に渡し、ドラム缶を手繰り寄せて揚陸させる方法を新規に開発した。
そのため、警戒隊(《長波、高波》)を除いた駆逐艦6隻の次発装填用予備魚雷を陸揚げし、その空いたスペースも含めて各艦200 - 240個のドラム缶を積載していた。

## 参加艦艇

### 日本
- 第一次ガ島増援部隊（田中頼三少将）
  - 第二水雷戦隊（田中少将直率、旗艦長波）
    - 警戒隊
      - 第三十一駆逐隊：駆逐艦《長波、高波》

    - 第一輸送隊（目的地：タサファロング）
      - 第十五駆逐隊：駆逐艦《黒潮、親潮、陽炎》
      - 第三十一駆逐隊：駆逐艦《巻波》

    - 第二輸送隊（目的地：セギロウ）
      - 第二十四駆逐隊：駆逐艦《江風、涼風》

### アメリカ
- 第67任務部隊（英語版）（カールトン・H・ライト少将、旗艦ミネアポリス）
  - 重巡ミネアポリス、ノーザンプトン、ペンサコラ、ニューオーリンズ
  - 軽巡ホノルル
  - 駆逐艦フレッチャー、ドレイトン、モーリー、パーキンス、ラムソン、ラードナー

## 戦闘経過と結果

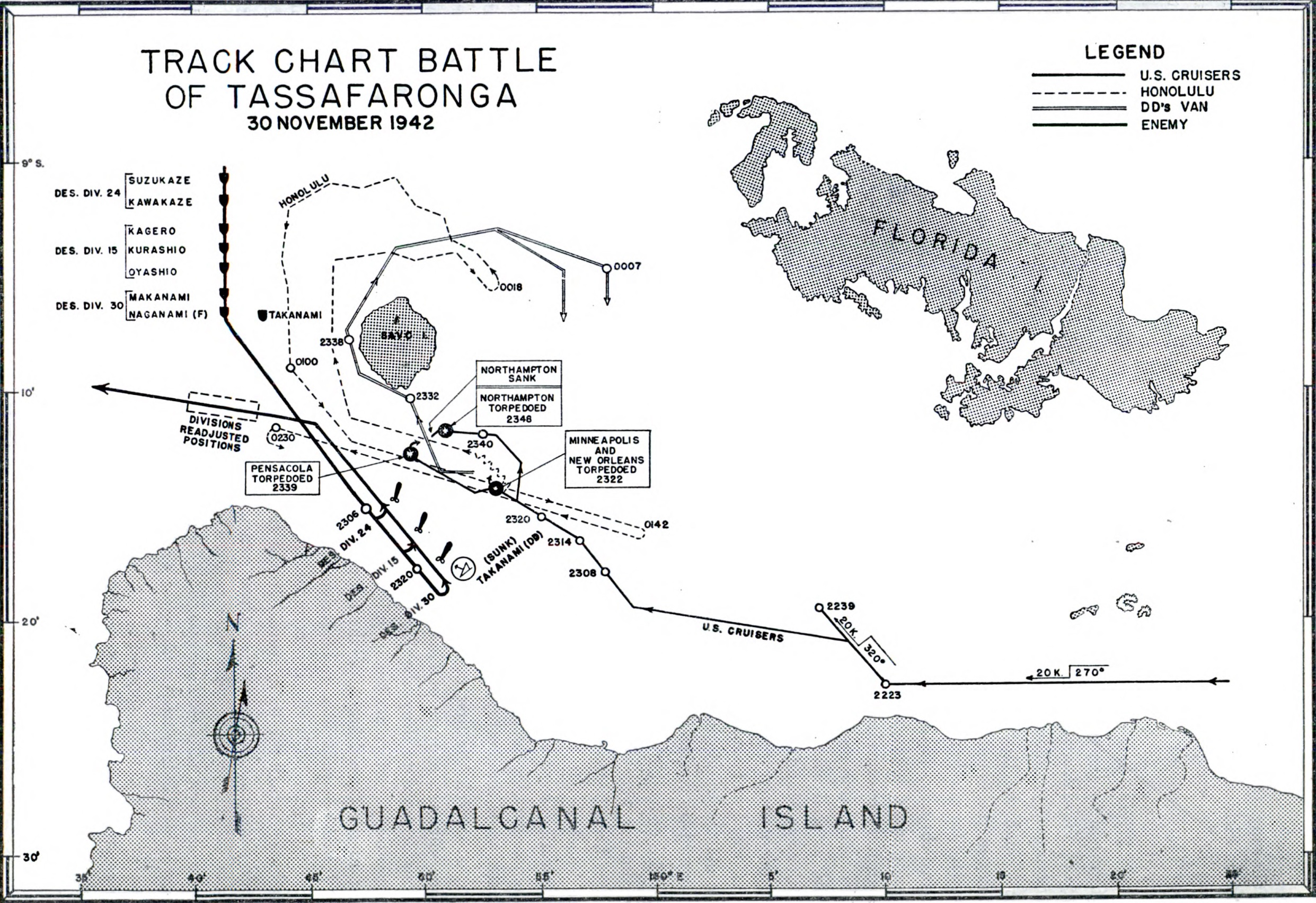
ルンガ沖夜戦図（ルンガ岬はガ島中央の突端部に位置する）

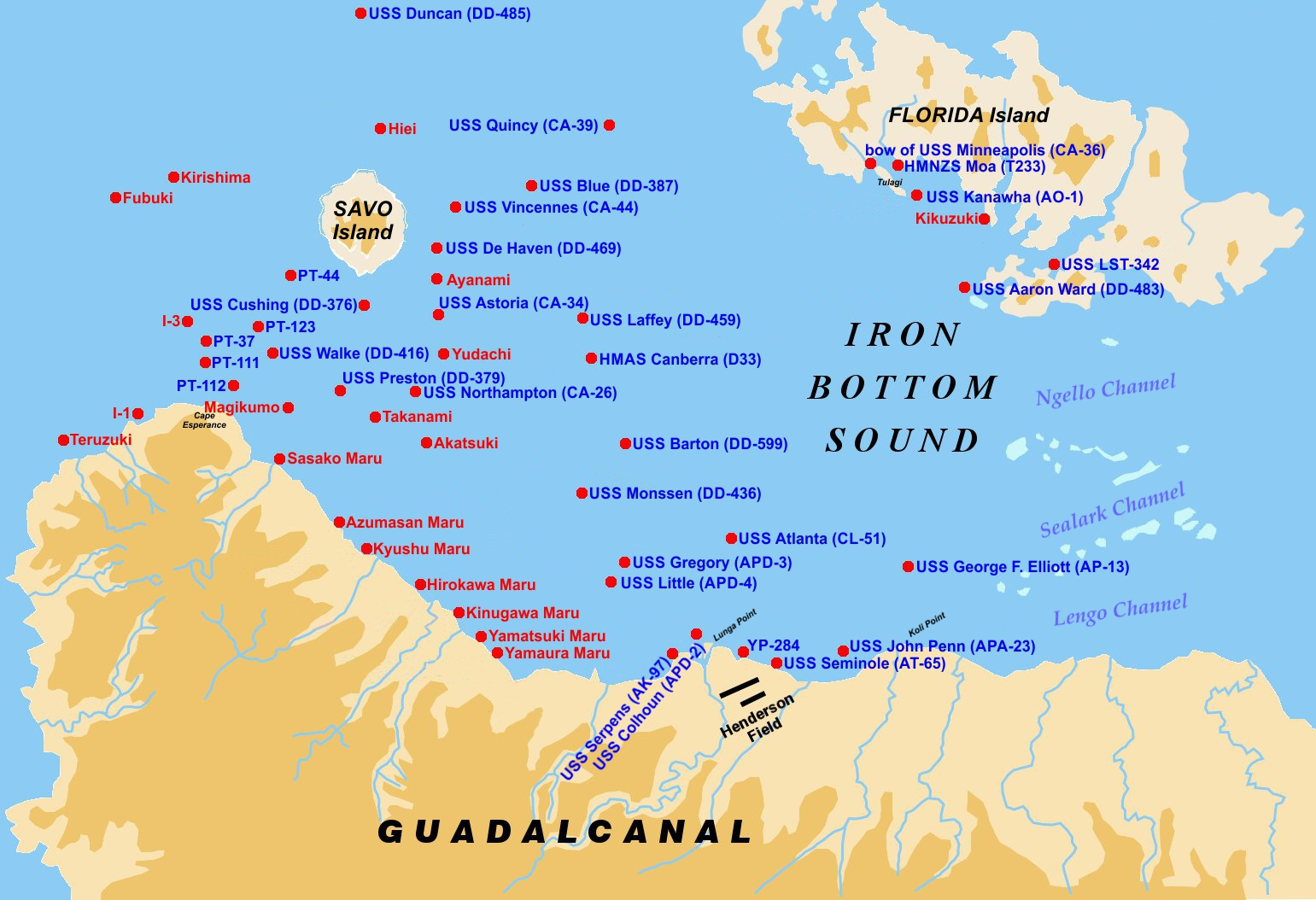
ガダルカナル島周辺の地図。サボ島との中間地点辺りに高波とノーザンプトンの沈没地点が示されている

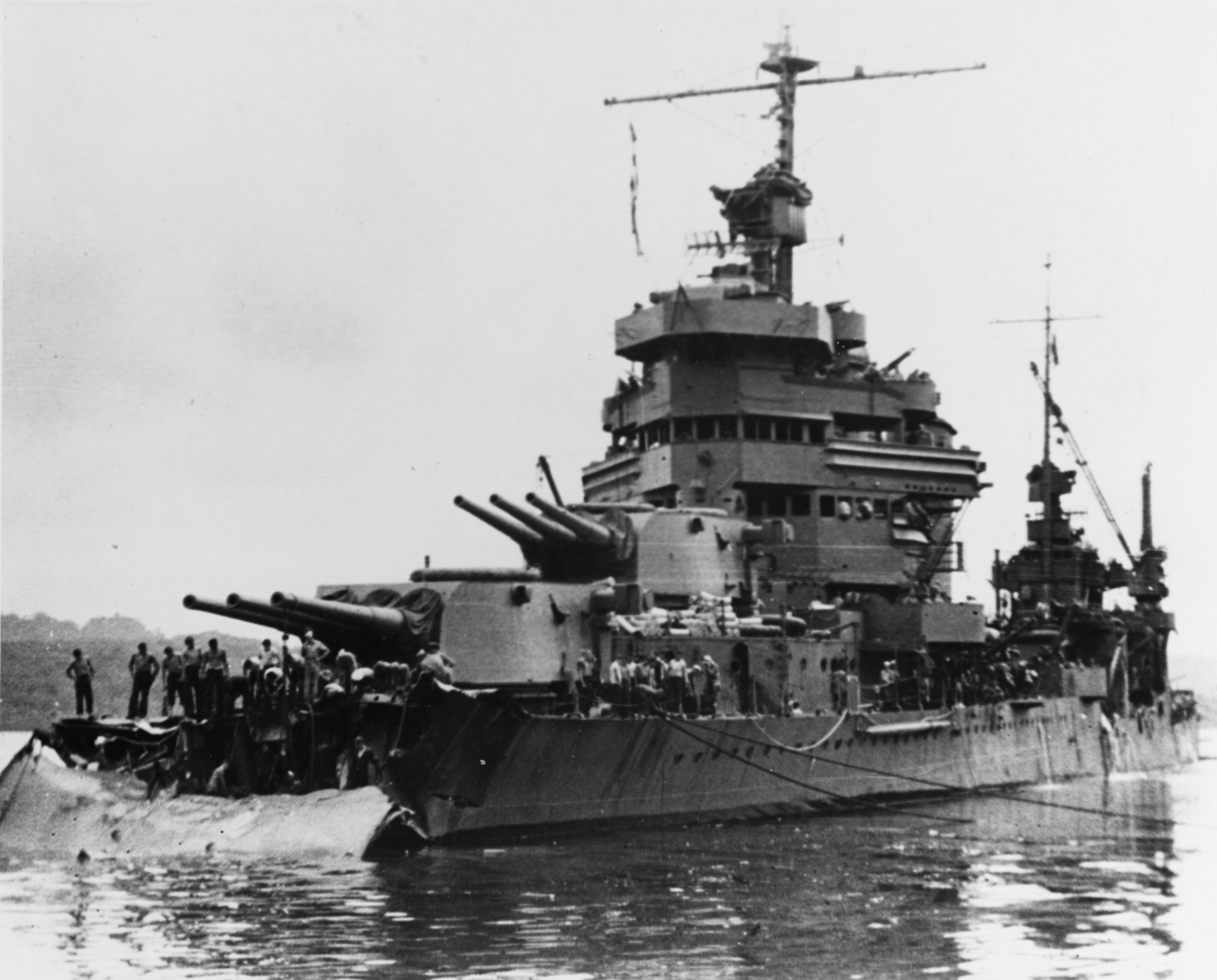
被雷し大損害を被ってツラギに帰投したアメリカ軍の重巡ミネアポリス。2本の被雷により第一砲塔直前から艦首が完全に沈下してしまっている。この後損傷修理に一年を要した。

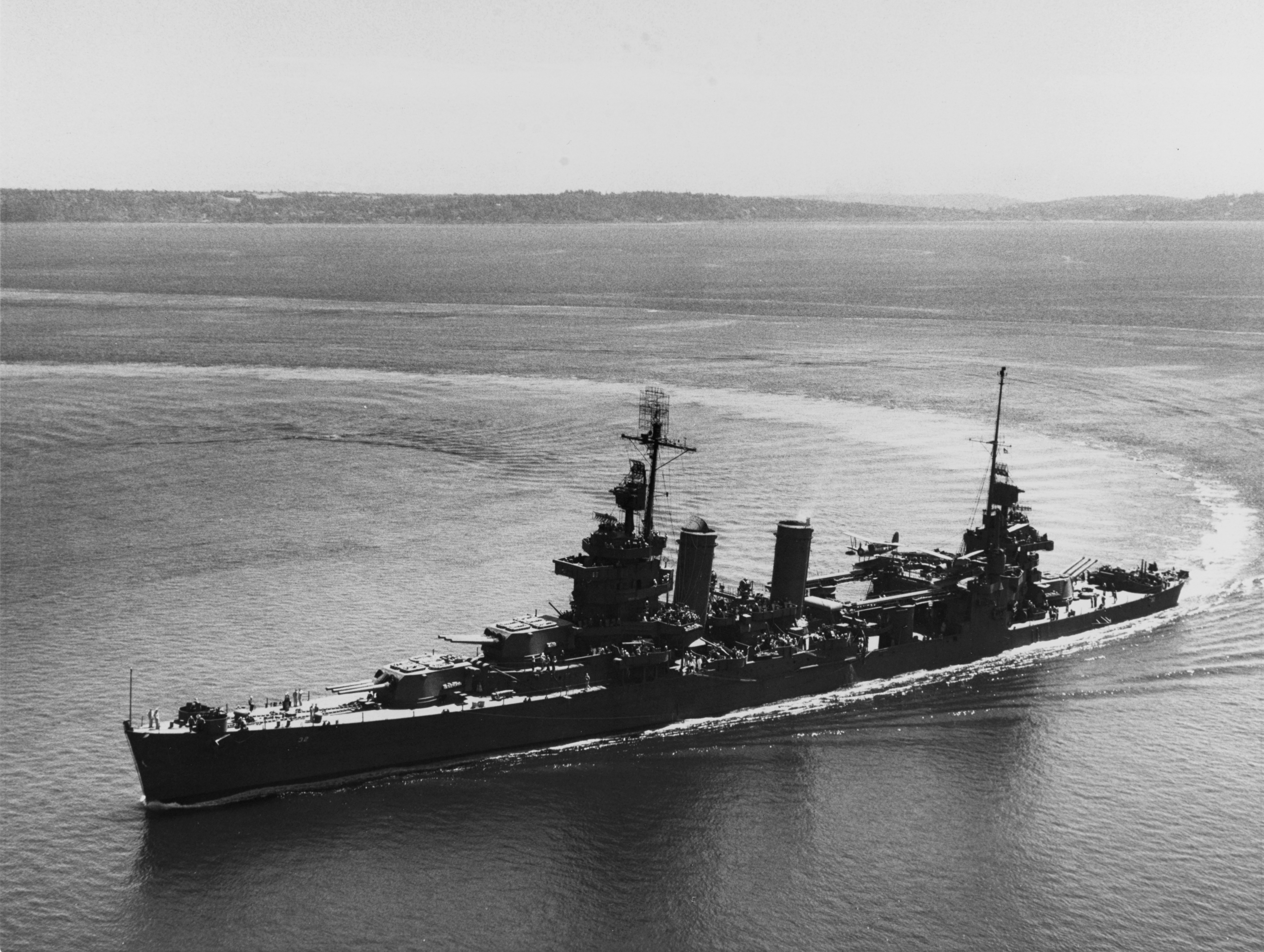
重巡ニューオーリンズ。

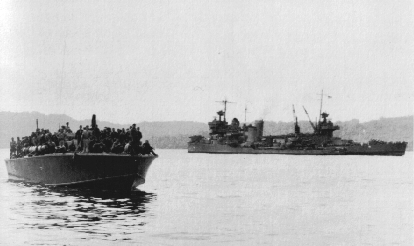
ツラギに帰投したニューオーリンズ（右奥）。艦首が完全に切断してしまっている。

11月30日（出典）
7時30分
1機のB-25に発見され、1時間ほど触接を受ける。
12時30分
田中少将は「今夜会敵ノの算大ナリ、会敵時ハ揚陸ニ拘泥スルコトナク敵撃滅ニ努メヨ」と発令。
16時45分
第2警戒航行序列に変更、警戒隊《高波》、第一輸送隊《親潮、黒潮、陽炎、巻波》、警戒隊《長波》、第二輸送隊《江風、涼風》の順に各艦距離600mを開けての単縦陣を形成。
19時40分
増援部隊はタサファロング岬の近海に到達。
20時00分
高波が前路警戒のため部隊から分離し先行する。ガダルカナル沖合の天候は晴れ、北東の風4メートル、視程10キロメートル、月齢21.4（ほぼ半月）とかなり見通しのいい夜であった。
各輸送部隊は揚陸準備の為、速度を21ktから減速しつつドラム缶の投入準備を開始。
21時06分
アメリカ艦隊が日本艦隊を発見する。ライト部隊の旗艦・重巡ミネアポリスのレーダーが前方20キロメートルに日本艦隊の隊列を探知。ライト少将は攻撃をかけるべく平行反航態勢にアメリカ艦隊の針路を設定し直ちに攻撃態勢をとった。
21時12分
単艦で前路警戒についていた高波の見張員が左45度、距離6000メートルに敵艦を発見。直ちに高波から日本艦隊へ「敵ラシキ艦影見ユ」の緊急警報が発せられたが、距離的に近すぎ、揚陸準備に入っていた日本軍としてはほぼ奇襲を受けた形になった。高波は艦長小倉正身中佐が即座に「左砲雷同時戦」の命令を下し襲撃運動に入った。
黒潮の見張り員も21時13分に敵艦隊を発見したが、本来の輸送任務を優先してアメリカ艦隊をやり過ごそうとしていた。しかし、アメリカ艦隊の動きは明らかに輸送隊に対しての攻撃運動であることが見張員の報告から明らかになる。
21時15～16分
高波より引き続き「敵駆逐艦7隻見ゆ」の報が届く。田中少将は揚陸は不可能と判断、21時16分に麾下部隊に対し「揚陸止メ」「戦闘」、続いて21時20分に「突撃セヨ」との命令を下す。
各艦は直ちにドラム缶を固縛しなおし、固縛が間に合わなかったものや、魚雷発射の邪魔になるドラム缶は海中投棄して、増速しつつ魚雷の起動弁を開いて襲撃運動に入った。
21時20分
ライト少将は前衛部隊の駆逐艦4隻に攻撃開始を許可する。この時点で高波は前衛部隊の魚雷の射界から外れており、代わりに輸送隊に対してレーダー照準で魚雷を計20本発射する。しかしこれらの魚雷は距離が遠すぎて届かなかったり、あらぬ方向に走っていったりと1本も命中しなかった。魚雷発射直後からは巡洋艦部隊による距離9000メートルでの砲撃を開始。その全てがアメリカ艦隊に最も接近していた高波への砲撃であった。
敵艦隊の猛烈な砲撃を受けた高波ではあったが、果敢にも反撃に転ずる。21時27分頃、主砲による初弾が敵駆逐艦に命中、更に第2斉射も別の敵駆逐艦に命中した。両艦は火災となり、この火災の明かりがアメリカ艦隊をくっきりと浮かび上がらせることになった。高波は魚雷8本を発射したが、直後に一番・二番連管に立て続けに被弾し、更に缶室にも被弾し航行不能となる。この後50発以上の砲弾を浴びて艦橋、主砲は全滅、洋上に停止し炎上することとなった。
21時23分
高波が集中攻撃を浴びている間に輸送隊は態勢を立て直していた。まず旗艦長波が敵巡洋艦に4000mまで接近した後、砲撃を開始すると共に煙幕を展開、これに涼風も続く。
21時28分
第一輸送隊の駆逐艦4隻は第十五駆逐隊司令佐藤寅治郎大佐に率いられ、一旦アメリカ艦隊をやり過ごすために東進してから右反転。ここで陽炎と巻波が前続艦を見失って分離する。
黒潮と親潮は敵艦隊の左舷後方からじっくり狙い、29分に親潮が魚雷を8本発射すると黒潮も魚雷6本を2回(28分2本、45分4本)に分けて発射する。
21時32分
長波は敵砲撃を受けつつ射点を捉えて魚雷を8本発射すると右反転、続く第二輸送隊の江風、涼風も魚雷を8本発射すると左反転、長波を追うように避退する。
21時52分
陽炎と巻波は黒潮に続航していたが黒潮を見失い逸れてしまう。その後発見した別目標に対して陽炎のみ魚雷4本を発射し、戦場を離脱していった。なお、陽炎は魚雷発射後に被弾した米艦隊へ探照灯を照射し、その損傷状況を確認している。
21時27分以後の米艦隊
戦場離脱を図った日本軍を尻目にアメリカ艦隊は高波に集中砲撃を浴びせ続けていた。そこへ日本軍の魚雷が次々と接近、巡洋艦部隊に命中して大混乱となる。日本軍のどの艦の発射した魚雷がどのアメリカ艦に命中したのかは、日本軍の発射本数が多くまた時間も重複したため、一部を除き明らかではないが、とにかくこれでアメリカ軍巡洋艦部隊は壊滅的被害を受けた。
- 最初に命中したのは一番艦の重巡ミネアポリスだった。21時27分に艦首に2本被雷、艦首が第一砲塔直前から垂れ下がって、速力が急速に低下して戦列を離脱する。
- 二番艦の重巡ニューオーリンズは、速力低下を起こした旗艦を回避しようと面舵を取った直後に左舷前部に魚雷が1本命中した。これが第一砲塔弾薬庫を誘爆させて二番砲塔前部から艦首が切断し、ニューオーリンズの艦尾にいた水兵が沈没していくミネアポリスとすれ違ったと思い、よくよく見てみると40メートル近くも切断された自艦の艦首部が流れていくところだったという証言も残っている。同艦は速力が5ktまで低下し、この後必死の戦場離脱を図ることとなる。
- 三番艦の重巡ペンサコラはミネアポリスを避けるため取舵をとったが21時39分に被雷。艦橋直下に命中した1本の魚雷により重油タンクに火がついた同艦は大火災を起こしたが、主砲電路と共に消防主管も破壊されたために消火活動も出来ずにこの艦もまた戦場離脱を図ることとなった。
- 四番艦の軽巡ホノルルは被雷せず、前の3艦を避けて艦隊右前方に進出して避退していく日本軍に対して砲撃を仕掛けたが、1発も命中しなかった。
- 五番艦の重巡ノーザンプトンはホノルルのような幸運は巡ってこなかった。第一輸送隊からはぐれて2艦のみで追撃してきた陽炎と巻波が攻撃した別目標はノーザンプトンだった。21時47分、ノーザンプトンの左舷後部に2本命中し、機関室に大穴をあけられたノーザンプトンはたちまち航行不能となり、左舷に急速に傾斜すると転覆、日付が改まった12月1日3時4分に艦尾から沈んでいった。

アメリカ軍駆逐艦部隊は前衛として4隻、後衛として2隻いたが、巡洋艦部隊が壊滅していくのを見て戦場を離脱していった。
22時25分
日本駆逐艦は高波を除いて全て戦場を離脱しており、アメリカ艦隊も無事な艦は一旦戦場を離脱していた。戦場に残されていたのは炎上し続けていた高波と深刻な損傷を受けたアメリカ軍重巡3隻のみであった。田中少将は輸送部隊がサボ島西方海面まで離脱した後、高波の位置に一番近い第十五駆逐隊に生存者の救出を命令、黒潮、親潮は戦闘海域へ引き返す。
23時00分
高波を発見した黒潮と親潮は直ちに救助作業を始めたが、23時21分に見張員が距離3000メートルにアメリカ軍重巡を発見。魚雷を撃ちつくした駆逐艦2隻では重巡と勝負にならないので、やむなく両艦は生存者救助を打ち切って戦場を離脱した。このアメリカ軍巡洋艦は高波に500メートルまで接近したが、何もせずにそのまま離れていったという。この巡洋艦は主砲電路を断たれたペンサコラであったといわれている。
23時30分頃
高波は急速に傾いたために生存者は次々と海に飛び込み退去したが、その直後にアメリカ軍駆逐艦が接近して高波に魚雷を発射、このうち1本が高波に命中して沈んだ。この際、搭載爆雷が誘爆して付近を泳いでいた生存者が次々と圧死した。さらに高波から流出していた重油に引火して火災となり、相当数の戦死者を出すこととなった。結局、ガダルカナルの日本軍基地までたどり着いた生存者は准士官以上4名、下士官兵29名のわずか33名であった。

## 海戦後

### 第四次輸送作戦まで
12月3日、大本営は本海戦の戦果を報じ、翌年の9月15日には連合艦隊司令長官から増援部隊の功績を称え感状が贈られた。
しかし、海戦において米軍に効果的に打撃を与えたとはいえ、目的であった輸送には失敗した日本軍は12月3日に再び田中少将指揮の下、ルンガ沖海戦の残存艦に第四駆逐隊（《嵐、野分》）と駆逐艦《夕暮》の計10隻の駆逐艦により第二次輸送作戦を行った。
一方のアメリカ軍は先の戦訓を活かしながら狭い海域に巡洋艦を投入する愚を悟り、以後は直掩の零戦隊が引き上げた後の航空機による薄暮攻撃、あるいは魚雷艇のみによる待ち受け作戦に切り替えていた。
第二次輸送部隊（《親潮、黒潮、陽炎、巻波、長波、江風、涼風、嵐、野分、夕暮》）は進撃中に延べ80機にも及ぶ断続的な空襲を受けたが、上空直掩の零観隊の活躍もあり、巻波が至近弾で小破しただけでタサファロング泊地に1500個のドラム缶を投入。12月4日に無事ショートランドに帰投した。ところが、この投入したドラム缶群は明け方になってアメリカ軍戦闘機部隊の銃撃によって大半が沈められてしまい、陸上部隊が回収できたのは僅か310個に過ぎなかった。本来は夜のうちに回収する予定であったが、飢えて体力の落ちた陸上部隊の兵たちが、ドラム缶引揚の重労働に耐えられなかったのである。
12月7日の第三次輸送部隊（指揮官 第十五駆逐隊司令官）（第十五駆逐隊《黒潮、親潮、陽炎》、長波、第二十四駆逐隊《江風、涼風》第四駆逐隊《嵐、野分》、第十七駆逐隊《谷風、浦風》、第二十七駆逐隊《有明》）は空襲により野分が大破、航行不能となった上、タサファロング泊地でアメリカ軍魚雷艇の激しい妨害攻撃に遭いドラム缶投入を断念。
12月8日、海軍側（連合艦隊、第十一航空艦隊、第八艦隊）は「今日限り駆逐艦輸送は実施しない」と宣言するが、第8方面軍司令官今村均陸軍中将と第十一航空艦隊司令長官草鹿任一中将の協議により撤回され、12月11日に駆逐艦輸送作戦を実施することが決まる。
12月11日に開始された第四次輸送（旗艦照月、長波、第四駆逐隊《嵐》、第十五駆逐隊《親潮、黒潮、陽炎》、第二十四駆逐隊《江風、涼風》、第十七駆逐隊《谷風、浦風》、第二十七駆逐隊《有明》）は山本五十六連合艦隊司令長官の直々の激励電文が発せられるなど、日本海軍の威信をかけた作戦であった。しかし、アメリカ軍は狭い海域に巡洋艦を投入した反省から、先の第三次作戦同様に魚雷艇を中心とした待ち受け作戦に切り替えていた。結果として、ドラム缶投入中に就役したばかりの最新鋭駆逐艦であった旗艦照月に魚雷2本が命中し、撃沈される被害を受けた。更に1200個投入したドラム缶が、やはり敵戦闘機の銃撃でわずか220個しか回収できなかった。
駆逐艦による輸送と並行して空中補給、及び乙潜水部隊（《伊百六十八、伊百七十六、伊二、伊三、伊四、伊九、伊十六、伊十七、伊十八、伊十九、伊二十、伊二十一、伊二十五、伊三十一、伊三十二、伊三十六》）による潜水艦輸送（もぐら輸送）も実施されたが、伊三号潜水艦が撃沈されるなど被害が多い割には成果も上がらなかった。
12月13日、第十一航空艦隊、第八艦隊、第8方面軍の陸海軍各主任参謀が輸送作戦の研究を行った。結論は「ガ島泊地に到着するまでに全部沈没する、たとえ50隻のうち半数が入泊しても、翌朝までに全部炎上または沈没等をまぬがれない」というものであった。
12月18日、杉山元参謀総長は昭和天皇に対し、「ガ島の陸軍に海軍が輸送をおこなわない」という現地電報について説明。辻政信陸軍中佐が怒っているため、杉山は12月11日輸送作戦失敗についてまで奏上したという。
12月27日、大本営で行われた図上演習で「ガ島奪回の成算無し」との結果が出るに至り、12月31日、御前会議にてガダルカナル島撤退が正式決定された。
12月29日、第二水雷戦隊司令官は田中頼三少将から小柳冨次少将に交代した。

### 第五次輸送作戦以降
ガダルカナル島に対する方針転換に伴い、輸送作戦はケ号作戦（ガダルカナル島撤収作戦）の作戦準備の一環へと主目的が変更された。
海軍はこれまでの戦訓から、ドラム缶の浮力増加や小発の運用変更、揚陸時の上空支援体制などを整えた。
1943年（昭和18年）1月2日、第五次輸送作戦では増援部隊指揮官小柳冨次第二水雷戦隊司令官直率の駆逐艦10隻（警戒隊《長波、江風、涼風、巻波、荒潮》、輸送隊《親潮、黒潮、陽炎、磯波、電》）が出撃。進撃中に空襲を受け涼風が至近弾により損傷、電の護衛下でショートランド泊地へ引き返した。この作戦によりドラム缶540個等を揚陸した。
1月6日、第二水雷戦隊旗艦《長波》および、《親潮、陽炎、涼風》は度重なる至近弾や高速航行の連続で艦の疲弊が激しくなり作戦行動に支障をきたすとされ、第十戦隊旗艦《秋月》、および第十六駆逐隊第一小隊《初風、時津風》と交代する事となった。
1月10日-11日、第六次輸送作戦では米軍側の攻撃が激化する事が予想されたため、ドラム缶の搭載量を減らして予備魚雷を搭載した。増援部隊指揮官小柳冨次第二水雷戦隊司令官が指揮する駆逐艦8隻（警戒隊《旗艦黒潮、江風、初風、時津風》、輸送隊《巻波、嵐、大潮、荒潮》）は、アメリカ軍魚雷艇の攻撃で第十六駆逐隊の駆逐艦初風が大破し、有賀幸作第四駆逐隊司令の指揮下、駆逐艦3隻（《嵐、江風、時津風》）はガダルカナル島からショートランド泊地まで初風を護衛し、同作戦指揮官の小柳少将から賞賛された。この作戦によりドラム缶250個等を揚陸した。
小柳二水戦司令官は本作戦をもって、増援部隊指揮官の職務を第十戦隊司令官木村進少将（旗艦秋月）に引き継ぎ、長波に乗艦してトラック泊地に戻った。

## 評価
この戦いは戦術的には日本軍の一方的勝利であった。これは九三式魚雷、通称酸素魚雷に拠るところが大きい。この魚雷は当時の魚雷の中では最大級の破壊力を持つものであり、直径61cm、頭部の炸薬は490kgとアメリカ軍の艦載用魚雷であったMk.15魚雷の直径53cm、炸薬375kgに比べ段違いの破壊力で、かつMk.15の射程4500m/45ktに対して酸素魚雷は射程20,000m/48ktと4倍以上の射程がある上、航跡がほとんど見えないので発見が困難という強力な兵器であった。
日本軍の駆逐艦の中では白露型駆逐艦から搭載されており、この海戦に参加した日本軍の駆逐艦は白露型駆逐艦の江風、涼風を除いて全て最新鋭の水雷戦用艦隊型駆逐艦である陽炎型駆逐艦及びその改良型である夕雲型駆逐艦であり、全艦が九三式魚雷搭載艦であった。従ってアメリカ軍巡洋艦部隊は回避する間もなく立て続けに被雷した上に、たった一本の被雷で戦闘不能に追い込まれるような大損害を被ったのである。
しかし、日本軍は海戦では大勝利を挙げたものの肝心の輸送作戦としては完全に失敗であった。従って日本軍の完全な戦術的勝利ではあったが、輸送作戦を阻止したということではアメリカ軍の完全な戦略的勝利でもあった。
またこの戦いでは日本軍に対する評価、特に田中少将の指揮に対して日本とアメリカでの評価が180度異なる。

### 日本軍側の評価
当時の日本海軍側では、田中少将に対して非常に批判的であった。その理由は大きく分けて三つある。
1. 戦略目標である輸送作戦を放棄し、戦術的な戦闘を優先させた（「戦艦の1、2隻を撃沈するより、輸送任務を完遂するべきだ」[38]）
2. 田中少将の旗艦長波は戦闘が始まると真っ先に魚雷を撃ってさっさと避退してしまい、以後二水戦司令部は全く指揮を取らなかった[注 1]。これにより統制された指揮が行われず、「被害担任艦」となった高波が一身にアメリカ艦隊の攻撃を受けて時間を稼いでくれたおかげで他の艦は態勢を立て直して攻撃をかけることができ、また各駆逐艦艦長及び各駆逐隊司令の適切な判断により大きな戦果を挙げられたのであり二水戦司令部の功績ではない。また、長波は高波が沈没した後では日本艦隊の中では唯一、次発装填魚雷を持っていたにも関わらず[40]、再攻撃を企図しようともしていない上に魚雷を撃ち尽くしたほぼ丸腰に近い第十五駆逐隊のみでの生存者救助のための戦場再突入命令を出している。
3. 艦隊の隊列が日本軍伝統の指揮官先頭ではなく旗艦長波は隊列中央に配置されていた。これは司令部が逃げ腰であったことの証左である。

消極的な戦闘指揮という点においてはこの海戦以前にも田中少将はスラバヤ沖海戦で同様の批判を浴びており、1番目は大本営海軍部、2・3番目は実際に戦った駆逐艦長クラス、隊司令クラスから出た批判であり、まさに上下からの批判の挟み撃ちであった。これが影響したのか海戦後に田中少将は二水戦司令官を解任され、以後二度と海上勤務に戻ることはなかった。
後世においては、田中少将を擁護する評価もある。
- 日清戦争の黄海海戦、日露戦争の日本海海戦以来「指揮官先頭」は日本海軍の伝統的ルールであり、これに反すると海軍部内（特に砲術科出身）からは白い目で見られてしまう。しかし、これを墨守したために真っ先に司令官が「戦死」するケースも散見される（吉川潔、佐藤康夫の項を参照）が、この点については特に海軍部内で問題視された形跡は無い。田中少将は、殊更に勇猛さが尊ばれ、結果よりも過程が重視される日本海軍の司令官には、気質的に向いていなかったと思われる。
- 背景節での記述にある通り、これまでに従事した作戦において幾度もその威力に悩まされ続けていた航空機の力を正当に評価していたため、ドラム缶輸送には当初から反対しており[41]、外南洋部隊を担当した三川軍一司令官と不仲に陥った[42]。これも左遷原因のひとつとされている。
- 脱落艦の乗員救助を「旗艦」自らが行うことはあまり例を見ない。また、これを実施した場合「脱落しなかった艦」の指揮を放棄して乗員救助を行うことになり、どちらが良いかは当時の組織の考え方による（前述の第一次ソロモン海戦においては、戦闘中は完勝だったが、帰還途中に潜水艦の雷撃を受け重巡洋艦を1隻喪失している。帰港するまでは司令官の仕事と言える）。また、次発魚雷を持っている艦が一隻という状況で行うべきか否かは当然、議論の対象となる。
- 作戦自体に反対していたので「及び腰」なのは事実であろうが、「逃げ腰」であるとの批判は誤りである。田中少将は戦闘中も冷静であり、ノーザンプトンからの砲撃を受けている最中に「（敵艦の砲撃は）照準はいいが、修正がまずい」と、のんびりした口調で批評していたと言われる[43]。また、この時の突撃命令は「損失軽減のための一撃離脱」を目的とするものであったが（敵は戦艦1を含むと推定されていた）、駆逐艦長クラス、隊司令クラスには「戦艦襲撃」に勇躍して、命令の趣旨が理解できていなかった（彼らからは1番目の批判がなされていない）。

### アメリカ軍側の評価
アメリカ軍は田中少将の指揮を絶賛している。特にアメリカ海軍の準公刊戦史とも言える『アメリカ海軍作戦史』を刊行したS・E・モリソンは、これは突撃命令を出した時期が極めて適切であって、十分敵を引き付けておいて突撃命令を出しその飽和雷撃によってアメリカ軍巡洋艦部隊に大打撃を与えたその判断力とよく訓練された日本の駆逐艦部隊の動きを絶賛し、アメリカ軍巡洋艦部隊は正にしてやられた、としている。むしろ被害担任艦になった高波は日本軍の態勢が整う前に過早に発砲したので一方的な攻撃を受けることとなった、と批判している。そして「田中こそ不屈の闘将である」と言って、田中少将に"redoubtable Tanaka"（不屈の猛将・田中）というあだ名をつけた。
この評価については、結果を重視するあまり過程の分析がやや不足（分析内容が日本軍側の実態と異なる）という後世の評価もあるが、不確定要素が多過ぎる「戦場」において完全を期するのは難しいという前提をもってすれば、結果をかなり重視するのは正当な分析の仕方とも言える。
アメリカ軍司令官の行動は、レーダー読み取りの錯誤や可燃物の撤去不足を除けば、しごく当然の指揮内容であり、過程のみを見れば批判されるべき内容は少ない。
なお、当の田中少将は解任された件に関してその後の生涯において一切語らなかった。
ただ、アメリカ側からの評価については作家の半藤一利のインタビューに対して「私は突撃命令を出しただけ。後は全部部下の功績」と語っており、1969年に没している。

## 損害

### 日本
- 沈没：駆逐艦高波

### アメリカ
- 沈没：重巡ノーザンプトン
- 大破：重巡ミネアポリス、ペンサコラ、ニューオーリンズ